# Љубавна грозница
Љубавна грозница је амерички филм који је режирао Спајк Ли, док главне улоге играју: Весли Снајпс и Анабела Шјора.

## Радња
Флипер (Весли Снајпс), успешни црни архитекта, заљубљује се у своју нову италијанску секретарицу Енџи (Анабела Скиора) и вара своју жену. Говорећи свом пријатељу Сајрусу (Спајк Ли) о томе, он не узима у обзир да је његова жена пријатељица његове сопствене жене. Долази до породичне свађе, а Флипер завршава на улици. Његова љубавница прекида везу са њеним дечком Поли и, вративши се кући, отац је претуче на основу расне мржње. Једном сами, Флипер и Енџи покушавају да започну заједнички живот, занемарујући све расне предрасуде.

## Улоге
| Глумац              | Улога                            |
| ------------------- | -------------------------------- |
| Весли Снајпс        | Филипер Пјурифај                 |
| Анабела Шјора       | Енџи Тучи                        |
| Спајк Ли            | Сајрус                           |
| Оси Дејвис          | велечасни доктор Пјурифај        |
| Руби Ди             | Лусинда Пјурифај                 |
| Самјуел Л. Џексон   | Гејтор Пјурифај                  |
| Лонет Маки          | Дру                              |
| Џон Туртуро         | Поли Карбоне                     |
| Френк Винсент       | Мајк Тучи                        |
| Ентони Квин         | Лу Карбоне                       |
| Хали Бери           | Вивијан                          |
| Тајра Ферел         | Орин Гуд                         |
| Вероника Веб        | Вера                             |
| Дејвид Дандара      | Чарли Тучи                       |
| Мајкл Империоли     | Џејмс Тучи                       |
| Николас Туртуро     | Вини                             |
| Мајкл Бадалуко      | Френки Боц                       |
| Деби Мејзар         | Дениз                            |
| Џина Мастроџијакомо | Луиз                             |
| Тим Робинс          | Џери                             |
| Бред Дориф          | Лесли                            |
| Тереза Рандл        | Инес                             |
| Мигел Сандовал      | полицајац Понте                  |
| Чарли Мерфи         | Ливин Ларџ                       |
| Даг Е. Даг          | Ливин Ларџов пријатељ            |
| Квин Латифа         | Лашон                            |
| Џина Гершон         | Енџина сусетка (избрисане сцене) |